# Staatliche Realschule Gauting
Die Staatliche Realschule Gauting ist eine Realschule in Gauting im oberbayerischen Landkreis Starnberg, die 1955 gegründet wurde.

## Geschichte

### Gründung
Am 3. Februar 1955 wurde vom Gemeinderat Gauting die Gründung einer Mittelschule beschlossen. Dies wurde im Juni vom Bayerischen Kultusministerium bestätigt und die Schule erhielt den Namen „Staatliche Mittelschule für Knaben und Mädchen Gauting“. Die Schule hatte drei Klassen und baute als dreistufige Mittelschule auf dem 7. Jahr der Volksschule auf. Die Schule sollte das ehemalige Volksschulhaus in der Schulstraße 4 beziehen, während letztere in das Austriagebäude am Bahnhof umzog.

### Ausbau
Im Jahr 1957 wurde der Ausbau des 2. Stockwerks in mehreren Bauabschnitten beschlossen. Hierdurch entstanden mehr Unterrichts- und Lehrerzimmer. Zudem gab es Probleme das Lehrmaterial für die Mittlere Reife in nur drei Jahren zu vermitteln, weshalb ab 1959/60 zur vierstufigen Mittelschule gewechselt wurde. Im Jahr 1965 wurde die Schule in „Realschule“ umbenannt.
Schon seit Anfang der 1960er gab es Forderungen nach einem Erweiterungsbau, in dem Fachunterricht gegeben werden sollte. Im Jahr 1963 wurde ein Architektenwettbewerb ausgeschrieben, den der Gautinger Architekt Jakob Haider gewann. Das neue Gebäude wurde erst 1968 fertig gestellt. Es enthielt Lagerräume, einen Chemiesaal, einen Physiksaal und weitere Übungsräume. Auch wurde im Jahr 1965 ein Sportplatz an der Straßenseite eröffnet. Beinahe seit Beginn der Schule gab es Forderungen für den Bau einer Turnhalle. Seit der Gründung mussten die Schüler auf andere Hallen für den Turnunterricht ausweichen. Die Verhandlungen mit dem Kultusministerium zur Finanzierung und Genehmigung eines Neubaus zogen sich über die Jahre hin und erst 1974 gab es eine Finanzierungszusage. Bereits ein Jahr später konnte die Turnhalle eingeweiht werden.
Im Jahr 1982 wurde die Lehrerwohnung zu einem weiteren Klassenzimmer umgebaut. Zudem entstand eine Schulküche.
Zum Schuljahr 2002/03 wurde die sechsstufige Realschule eingeführt. In der Folge stieg Anzahl der Schüler auf über 600, was zu Raumproblemen führte. Das umgebaute Volksschulareal war für 12 Klassen ausgelegt und mittlerweile waren es 24 Klassen geworden. Folglich wurden freie Räumlichkeiten in der Nähe angemietet.

### Neubau
Aufgrund der begrenzten Räumlichkeiten wurde 2008 entschieden, einen Neubau auf dem Schulcampus in Gauting zu planen. Ein Bürgerbegehren hiergegen scheiterte und der Neubau erfolgte nach den Plänen des Architekturbüros Lamott.
Zudem wurde im Jahr 2012 der „Zweckverband Würmtalrealschule“ gegründet. Diesem gehören die Gemeinden Gauting, Gräfelfing, Krailling, Neuried, Planegg und Pöcking sowie die Stadt Starnberg und die Landkreise München und Starnberg an. Zuvor war die Gemeinde Gauting der alleinige Schulträger gewesen.
Der Neubau erfolgte an der neu angelegten Birkenstraße, die senkrecht an die bestehende Germeringer Straße angeschlossen ist. Der Gebäuderiegel hat drei Innenhöfe und ist parallel zum Otto-von-Taube-Gymnasium ausgerichtet. Zusätzlich wurden weitere Parkplätze und eine Dreifachturnhalle errichtet. Zum Schuljahr 2012/13 wurde die Schule im Neubau eröffnet. Das alte Gebäude wurde wieder von der Josef-Dosch-Grundschule bezogen.
Im Jahr 2017 erreichte die Schule mit 33 Klassen und 1000 Schülern ihre Kapazitätsgrenze. Dafür mussten bereits Fachräume in Klassenräume umgewandelt werden. Dasselbe Problem trat im Jahr 2022 auf. Ein Erweiterungs- oder ein Entlastungsbau in einer benachbarten Gemeinde konnte nicht realisiert werden. Stattdessen beschloss der Gautinger Gemeinderat, die Schule zukünftig auf 900 Schüler zu begrenzen.

## Angebot

### Wahlpflichtfächer
Die Realschule bietet alle vier bayerischen Wahlpflichtfächergruppen an:
- Wahlpflichtfächergruppe 1 (mathematisch-naturwissenschaftlich): Schwerpunkte: Mathematik, Physik, Chemie, Informatik
- Wahlpflichtfächergruppe 2 (kaufmännisch-wirtschaftlich): Schwerpunkte: Betriebswirtschaftslehre/Rechnungswesen sowie Wirtschafts- und Rechtslehre
- Wahlpflichtfächergruppe 3a (sprachlich): Schwerpunkte: Französisch und Betriebswirtschaftslehre/Rechnungswesen
- Wahlpflichtfächergruppe 3b (gestalterisch): Schwerpunkte: Werken und Technisches Zeichen

### Reisen und Schüleraustausch
- In der 5. Klasse fahren die Schüler für drei Tage in ein Schullandheim.
- Die 7. Klassen verbringen eine Wintersportwoche.
- Die 9. Klassen fahren für drei Tage zu Orientierungstagen ins Aktionszentrum Benediktbeuern.
- In der 10. Klasse fahren die Schüler in Begleitung der Klassenleitung und einem weiteren Lehrer auf eine Studienfahrt.

### Besondere Klassen
- In sechs IPad-Klassen ab der 7. Klasse verwenden die Schüler die Geräte für den Unterricht.
- Für 5. und 6. Klassen gibt es Musikklassen, in denen die Schüler ein klassisches Orchesterinstrument lernen.
- Bilingualer Sprachunterricht: Seit dem Umzug wird Geografie ab der 7. Klasse zum Teil auf Englisch unterrichtet.

### Ausbildungsschule
Die Realschule ist eine Seminarschule, an der Studienreferendare ausgebildet werden. Jedem Referendar werden mehrere Klassen zugeteilt, in denen er seine Lehrprüfung absolviert.

### Weitere Angebote
Um Konflikte innerhalb der Klasse zu regeln, gibt es eine wöchentliche pädagogische Verfügungsstunde. Es werden verschiedene Wahlfächer, wie Schulchor, Videogruppe oder Spanisch angeboten. Auch gibt es Förderangebote zum aktuellen Unterrichtsstoff in den Fächern Mathematik, Physik, Betriebswirtschaftslehre/Rechnungswesen (BwR), Deutsch, Englisch und Französisch. Zudem gibt es Projekttage und Aktionen, im Bereich Sport, Bildung und Prävention. Viele Angebote werden durch den Förderverein ermöglicht. Ein externer Dienstleister bietet Zusatzbetreuung im Konzept der Offenen Ganztagsschule an.

## Anzahl der Schüler
Zahlen bis 1978 nach Karl Mayr, danach laut Angaben der Schule:
- 1955: 78
- 1957: 251
- 1960: 341
- 1965: 368
- 1970: 522
- 1978: 609
- 1998: 296
- 2003: 520
- 2009: 683
- 2013: 828
- 2015: 930

## Schulleiter
Namen bis 1978 nach Karl Mayr, danach laut Angaben der Schule:
- 1955–1962: Viktor Michel
- 1962–1963: Anton Regler
- 1963–1969: Senta Kramer
- 1969–1981: Johann Metzner
- 1981–1985: Friedrich Schweyer
- 1985–1991: Michael Bauer
- 1991–1992: Albert Erhard
- 1992–2001: Siegfried Tulach
- 2001–2010: Werner Knopf
- 2010–2023: Manfred Jahreis
- seit 2023: Reinhard Schlamp[15]

## Auszeichnungen (Auswahl)
- 2014: Sonderpreis des Deutschen Lehrerpreises für das Projekt „PadUcation@RSG“
- 2014: Beste Sanitätsgruppe an Realschulen in Bayern
- 2017: Beste Sanitätsgruppe an Realschulen in Bayern